# 20/20 (Spyro Gyra)
20/20 è il diciottesimo album in studio del gruppo musicale statunitense Spyro Gyra, pubblicato il 13 maggio 1997.

## Tracce
1. The Unwritten Letter (Jay Beckenstein) – 5:07
2. Ruled by Venus (Julio Fernandez) – 4:49
3. 20/20 (Jay Beckenstein) – 5:56
4. Three Sisters (Jay Beckenstein) – 4:41
5. Sweet Baby James (James Taylor) – 3:51
6. The Deep End (Scott Ambush) – 6:35
7. Together (Julio Fernandez) – 4:31
8. Dark Eyed Lady (Jeremy Wall) – 4:55
9. South American Sojourn (Joel Rosenblatt) – 4:12
10. Rockaway to Sunset (Tom Schuman) – 5:48

## Formazione
- Jay Beckenstein – sassofoni
- Tom Schuman – tastiere
- Julio Fernandez – chitarra
- Joel Rosenblatt – batteria
- Scott Ambush – basso

### Altri musicisti
- Manolo Badrena – percussioni
- Dave Samuels – vibrafono, marimba (tracce 8 e 9)
- Chris Botti – tromba (tracce 6 e 10)
- Bobby Allende – congas (tracce 1 e 9)
- Doris Eugenio, Eugene Ruffolo, Gabriela Anders – voce (tracce 7 e 8)
- Scott Kreitzer – flauto piccolo (traccia 9)

### Sezione fiati
- No Sweat Horns arrangiata da Barry Danielian
- Barry Danelian – tromba, flicorno
- Randy Andos – trombone
- Scott Kreitzer – sassofono tenore